# Sữa hạnh nhân
Sữa hạnh nhân là một loại sữa thực vật được sản xuất từ hạnh nhân với kết cấu sánh mịn và hương vị béo ngậy, mặc dù một số loại hoặc nhãn hiệu có hương vị tương tự sữa động vật. Loại sữa này không chứa cholesterol, chất béo bão hòa hoặc lactose, được người dị ứng lactose, người ăn chay và người tránh xa sản phẩm từ sữa lựa chọn uống. Sữa hạnh nhân thương mại có hương vị ngọt hoặc không đường hay thêm hương vani, socola và thường được bổ sung các vi chất dinh dưỡng. Thức uống này cũng có thể được làm tại nhà bằng máy xay sinh tố, hạnh nhân và nước. Doanh số toàn cầu của sữa hạnh nhân năm 2018 là 5,8 tỷ USD, tăng 14% mỗi năm và dự báo sẽ là thị trường toàn cầu trị giá 13 tỷ USD vào năm 2025.

## Lịch sử
Sữa hạnh nhân bắt nguồn từ Trung Đông Hồi giáo và xuất hiện trong sách nấu ăn của khu vực từ thế kỷ 13 trở đi, sau đó được truyền bá từ Levant sang Châu Âu. Vào Thời trung cổ, sữa hạnh nhân đã được biết đến trong cả thế giới Hồi giáo và đạo Cơ-đốc. Như là một loại hạt, hạnh nhân được các tôn giáo này cho phép ăn trong mùa ăn chay, chẳng hạn như Mùa Chay và Ramadan. Nhà sử học Carolyn Walker Bynum lưu ý rằng

sách nấu ăn thời trung cổ khuyến cáo giới quý tộc cần tuân thủ nghiêm ngặt việc nhịn ăn, nếu hợp pháp. Công thức chế biến cho những ngày kiêng thịt và cá không được tách ra trong các bộ sưu tập công thức thời trung cổ, nằm trong sách nấu ăn về sau được biên soạn tốt hơn. Nhưng những món ăn cơ bản nhất đã được đưa ra trong ngày ăn chay cũng như
phiên bản ngày thường. Ví dụ là bột đậu loãng nghiền, thỉnh thoảng được làm sánh với nước cá hầm hoặc sữa hạnh nhân (làm bằng cách đun sôi hạnh nhân trong nước), thay thế cho nước dùng từ thịt vào những ngày ăn chay; và sữa hạnh nhân là sự thay thế nói chung (và đắt đỏ) cho sữa bò.

Trong nền ẩm thực vùng Ba Tư, một món tráng miệng sữa hạnh nhân được gọi là harireh badam (cháo hạnh nhân) theo truyền thống được phục vụ trong Tháng lễ Ramadan.

## Dinh dưỡng
Nếu không bổ sung thêm vi chất dinh dưỡng, sữa hạnh nhân hàm lượng vitamin D thấp hơn sữa bò. Tại Bắc Mỹ, sữa bò phải được bổ sung vitamin D nhưng vitamin được thêm vào sữa thực vật trên cơ sở tự nguyện. Do hàm lượng protein thấp, sữa hạnh nhân không phải là sự thay thế phù hợp cho sữa mẹ, sữa bò hoặc sữa công thức thủy phân cho trẻ em dưới hai tuổi.
| Thành phần dinh dưỡng của sữa bò, sữa đậu nành, hạnh nhân và yến mạch | Thành phần dinh dưỡng của sữa bò, sữa đậu nành, hạnh nhân và yến mạch | Thành phần dinh dưỡng của sữa bò, sữa đậu nành, hạnh nhân và yến mạch | Thành phần dinh dưỡng của sữa bò, sữa đậu nành, hạnh nhân và yến mạch | Thành phần dinh dưỡng của sữa bò, sữa đậu nành, hạnh nhân và yến mạch |
| Giá trị dinh dưỡng mỗi cốc 243 g                                      | Sữa bò (nguyên chất, bổ sung vitamin D)                               | Sữa đậu nành (không đường; canxi, bổ sung vitamins A và D)            | Sữa hạnh nhân (không đường)                                           | Sữa yến mạch (không đường)                                            |
| --------------------------------------------------------------------- | --------------------------------------------------------------------- | --------------------------------------------------------------------- | --------------------------------------------------------------------- | --------------------------------------------------------------------- |
| Năng lượng, kJ (kcal)                                                 | 620 (149)                                                             | 330 (80)                                                              | 160 (39)                                                              | 500 (120)                                                             |
| Protein (g)                                                           | 7.69                                                                  | 6.95                                                                  | 1.55                                                                  | 3                                                                     |
| Hàm lượng chất béo trong sữa (g)                                      | 7.93                                                                  | 3.91                                                                  | 2.88                                                                  | 5                                                                     |
| Chất béo bão hoà (g)                                                  | 4.55                                                                  | 0.5                                                                   | 0                                                                     | 0.5                                                                   |
| Cacbohydrat (g)                                                       | 11.71                                                                 | 4.23                                                                  | 1.52                                                                  | 16                                                                    |
| Chất xơ (g)                                                           | 0                                                                     | 1.2                                                                   | 0                                                                     | 2                                                                     |
| Đường (g)                                                             | 12.32                                                                 | 1                                                                     | 0                                                                     | 7                                                                     |
| Canxi (mg)                                                            | 276                                                                   | 301                                                                   | 516                                                                   | 350                                                                   |
| Kali (mg)                                                             | 322                                                                   | 292                                                                   | 176                                                                   | 390                                                                   |
| Muối khoáng (mg)                                                      | 105                                                                   | 90                                                                    | 186                                                                   | 140                                                                   |
| Vitamin B 12 (µg)                                                     | 1.10                                                                  | 2.70                                                                  | 0                                                                     | 1.2                                                                   |
| Vitamin A (IU)                                                        | 395                                                                   | 503                                                                   | 372                                                                   | 267                                                                   |
| Vitamin D (IU)                                                        | 124                                                                   | 119                                                                   | 110                                                                   | 144                                                                   |
| Cholesterol (mg)                                                      | 24                                                                    | 0                                                                     | 0                                                                     | 0                                                                     |